# Hopea sphaerocarpa
Hopea sphaerocarpa är en tvåhjärtbladig växtart som först beskrevs av Georg Christoph Heim, och fick sitt nu gällande namn av Peter Shaw Ashton. Hopea sphaerocarpa ingår i släktet Hopea och familjen Dipterocarpaceae. Inga underarter finns listade i Catalogue of Life.